# Engleria
Engleria es un género de plantas con flores perteneciente a la familia  Asteraceae. Comprende 2 especies descritas y  aceptadas. Es originario de Angola y Namibia.

## Taxonomía
El género fue descrito por Karl August Otto Hoffmann y publicado en Bot. Jahrb. Syst. 10(3): 273. 1888 La especie tipo es: Engleria africana O.Hoffm.	

## Especies seleccionadas
A continuación se brinda un listado de las especies del género Engleria aceptadas hasta junio de 2012, ordenadas alfabéticamente. Para cada una se indica el nombre binomial seguido del autor, abreviado según las convenciones y usos.
- Engleria africana O.Hoffm.
- Engleria decumbens (Welw. ex Hiern) Hiern